# Саадабад
Саадабад  (перс. سعداباد) - невелике місто на півдні Ірана, в остані Бушир. Входить до складу шахрестана Дештестан. На 2006 населення становило 7 119 осіб ; в національному складі переважають перси, в конфесійному — мусульмани-шиїти.

## Географія
Місто знаходиться в північній частині Буширу, на рівнині гермсир, між узбережжям  Перської затоки і хребтами південно-західного Загросу, на висоті 54 метрів над рівнем моря  .
Саадабад розташований на відстані приблизно 50 кілометрів на північний схід від Бушира, адміністративного центру провінції та на відстані 695 кілометрів на південь від Тегерана, столиці країни.